# خویگان سفلی
خویگان سفلی روستایی از توابع بخش مرکزی شهرستان فریدن در استان اصفهان ایران است که عمده جمعیت آن به گویش بختیاری تکلم میکنند.

## جمعیت
این روستا در دهستان ورزق جنوبی قرار دارد و براساس سرشماری مرکز آمار ایران در سال ۱۳۸۵، جمعیت آن ۱٬۶۸۲ نفر (۳۹۳خانوار) بوده‌است.